# Seznam zahraničních filmových studií
Toto je seznam zahraničních filmových studií: 

## Big Five (velká pětka) – hlavní filmová studia

### The Walt Disney Studios (majitel: The Walt Disney Company)
- Walt Disney Pictures
- Disneynature
- Marvel Studios
- Lucasfilm
  - Industrial Light & Magic
  - Skywalker Sound

Bývalá studia Foxu
- 20th Century Studios
  - 20th Digital Studio
  - Fox Family
- Searchlight Pictures
- Fox 2000 Pictures

Animační studia
- Walt Disney Animation Studios
- Pixar
- 20th Century Animation
  - Blue Sky Studios

Zrušená studia
- Hraný film
  - Touchstone Pictures (1984–2010)
  - Hollywood Pictures (1989–2001, 2006–2007)
  - Caravan Pictures (1992–1999)
  - Miramax Films (1993–2010)
    - Dimension Films (1993—2005)
- Animovaný film
  - Skellington Productions (1986-1996)
  - Disney Circle 7 Animation (2004–2006)
  - ImageMovers Digital (2007–2010)
  - Disneytoon Studios (2003–2018)
- Televize
  - Walt Disney Television (1983–1994)
  - Touchstone Television

### Paramount Pictures (majitel: Paramount Global)
- MTV Films
- Nickelodeon Movies
- Nick at Nite
- VH1
- Paramount Classics
- DreamWorks Pictures (původně vlastněná Stevenem Spielbergem, Jeffrey Katzenbergem a Davidem Geffenem)
- DreamWorks Animation
- Republic Pictures

### Sony Pictures Entertainment (majitel: Sony)
- AXN
- Columbia Pictures
  - TriStar Pictures
- Screen Gems
- Triumph Films
- Sony Pictures Classics
- Destination Films
- Motion Picture Corporation of America

### NBCUniversal (majitel: Comcast)
- Universal Studios
  - Focus Features
  - Rogue Pictures

### Warner Bros. Entertainment (majitel: Warner Bros. Discovery)
- Warner Bros. Pictures
  - Warner Independent Pictures
  - Cartoon Network Studios
  - Castle Rock Entertainment
  - New Line Cinema
  - Turner Broadcasting System
  - Turner Entertainment
  - Fine Line Features
  - HBO Films
  - Picturehouse

## Ostatní produkční společnosti
- Aardman Animations
- Alliance Atlantis
- Amblin Entertainment
  - Amblimation
- American Zoetrope
- American Mutoscope and Biograph Company
- Artisan Entertainment
- Baltimore Pictures
- Bristol Bay Productions
- Canal +
- The Cannon Group Inc.
- Capitol Films
- Caravan Pictures
- Carrington Productions International
- Casey Silver Productions
- CBS (vlastněná Paramount Global, není součástí Paramount Pictures, ale vlastní ho TV CBS)
- Centropolis Entertainment
- Channel Four Films
- Content Film
- Davis Entertainment
- Davis Films / Impact Canada
- Distant Horizon
- Dualstar Productions
- EMI Films
- Fireworks Pictures
- The Geffen Film Company
- Golden Harvest
- Gold Circle Films
- Gravity Entertainment
- Greenestreet Films
- Gullane Pictures
- IFC Entertainment
- Imagine Entertainment
- Initial Entertainment Group
- Interscope Pictures
- Jim Henson Pictures (vlastněná The Jim Henson Company)
- The Kennedy/Marshall Company
- King Features Syndicate
- Kopelson Entertainment
- Lakeshore Entertainment
- Largo Entertainment
- Liberty Media
- Lyrick Studios
  - Ascent Media Group
- Lions Gate Films
  - Artisan Entertainment
- Lucasfilm, Ltd. (vlastněná The Walt Disney Studios)
  - Lucasfilm Animation
- Mandalay Pictures
- Mandeville Films
- Media 8 Entertainment
- Metro-Goldwyn-Mayer (vlastněno Amazon.com)
  - United Artists
  - Orion Pictures
  - The Samuel Goldwyn Company
- The Montecito Picture Company
- Morgan Creek Productions
- Nelson Entertainment
- New Regency
- Northern Lights Entertainment
- PolyGram Filmed Entertainment
- Producers Releasing Corporation
- Rankin-Bass
- Revere Pictures
- Revolution Studios
- RKO Pictures
- Salter Street Films
- Seven Arts
- Spelling Films International
- Spyglass Entertainment
- Strand Releasing
- StudioCanal (vlastněná Vivendi Universal)
- Tapestry Films
- Tartan Films
- Trimark Pictures
- Troma Entertainment
- Valhalla Motion Pictures
- Vanguard Films
- Village Roadshow Pictures
- Walden Media
- The Weinstein Company
  - Dimension Films
- Zeitgeist Films
- 01 Distribution (v Itálii)
- Constantin Film (v Německu)
- Gaumont (ve Francii)
- Pathe (ve  Francii)
- EuropaCorp. (vlastněná Luc Bessonem)
- Bavaria Film (v  Německu)
- Universum Film AG (v Německu)
- FilmAuro (v Itálii)
- UGC (ve Francii)
- PorchLight Entertainment (v Kanadě)
- Medusa Film (v Itálii)